# Ducado de Alsacia

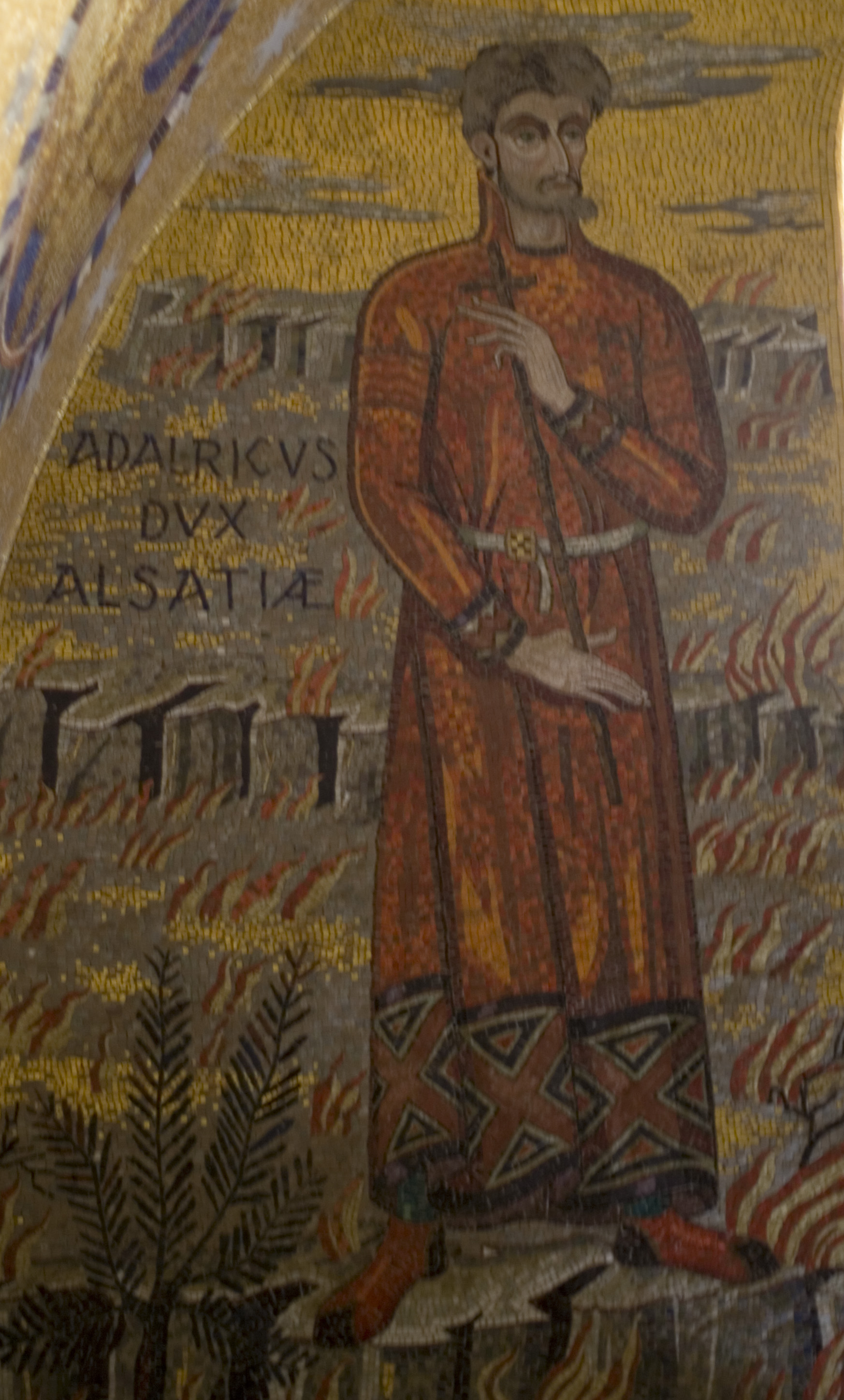
Retrato apócrifo de Adalrico o Etichon, duque de Alsacia, fundador de la dinastía que gobernaría la entidad hasta su disolución, en uno de los mosaicos que decoran su sepultura en el Monte de Santa Odilia.

El ducado de Alsacia fue una entidad política del Imperio Franco creada como dependencia del reino de Austrasia por los monarcas de la dinastía merovingia para administrar a partir de la segunda mitad del siglo VII el territorio del pagus Alsatiae, en la margen occidental del alto valle del río Rin, fronterizo al este con las tierras de los pueblos alamanes, al suroeste con la de los burgundios y al oeste, con las tierras de la cordillera de los Vosgos, en donde surgiría el reino de Lotaringia.
Tras la instauración de la dinastía carolíngia, el ducado fue suprimido a mediados del siglo VIII y, aunque posteriormente se empleó de nuevo el término ducatum Elisatium en ocasiones esporádicas en los siglos IX y X, terminó siendo asimilado al ducado de Suabia, dentro del Sacro Imperio Romano Germánico, prevaleciendo, sin embargo, su división tradicional en los condados de Nordgau, al norte, y de Sundgau, al sur, siendo esta división el antecedente histórico a la constitución de los departamentos franceses de Bajo Rin y de Alto Rin.

## Historia

### Formación
La victoria en la batalla de Tolbiac en el año 496 del rey Clodoveo I sobre los alamanes permitió extender la autoridad de los francos a las tierras a lo largo del margen occidental del alto valle del río Rin, en torno a la antigua civites romana de Argentoratum (Estrasburgo), controladas por los alamanes desde principios del siglo V.
Hacia el siglo VI, este territorio era referido como pagus Alsatiae, un distrito administrativo, y luego como Alsacio o Alsaecius, según menciona la crónica del siglo VII de Fredegario, una de las escasas fuentes documentales de que disponen los historiadores para el estudio de este periodo. De acuerdo con una de las varias explicaciones etimológicas diferentes sobre el origen de la palabra Alsacia, esta habría sido una derivación de la expresión en lengua alemánica antigua ali-land-sat-ja con el significado de la tierra de los de la otra ribera, tomando como referencia la ribera oriental del Rin de donde procedían. 
La estrecha relación de los alamanes con Alsacia es confirmada por Clotario II que confiere a ambos territorios un código común llamado la Lex Alamannorum. En 596, Childeberto II legó el dominio de la región a su hijo Teodorico II, quien lo transfirió inicialmente a los burgundios. Su hermano Teodeberto II de Austrasia forzó su cesión en 610 pero tuvo que restituirla de nuevo en 612. Sin embargo, cuando Clotario II legó a su hijo Dagoberto el reino de Austrasia, la nobleza le exigió también la inclusión del territorio de Alsacia junto con las tierras de los Vosgos y de las Ardenas.
Dagoberto decidió, según la tradición merovingia de gobierno, constituir el ducado de Alsacia en algún momento entre 629 y 631, delegando su autoridad en el primer duque llamado Gundoin, un noble franco procedente de la región del río Mosa, en el centro de Austrasia. Gundoin basó su estrategia de consolidación de su autoridad en el territorio mediante la fundación de monasterios y establecimientos religiosos, favoreciendo la expansión del cristianismo y el desarrollo económico al disponer la industria y el saber monástico al servicio de las necesidades seculares.

## Dinastía de Etichon
Los duques de Alsacia sucesores de Gundoin favorecieron el asentamiento de familias francas en la región y consolidaron la política de cristianización y de fundaciones. Mientras tanto, el territorio fue dividido según la tradición merovingia en condados, entidades menores o comes, cuyos condes titulares recibieron en Alsacia la denominación de grafiones.
La hija de Aldarico o Etichon, Odilia de Alsacia, fundó un monasterio en el hoy conocido como monte de Santa Odilia del entonces castillo de Hohenbourg, que se convertiría en un centro de peregrinación y adoración religiosa en la región.
Adalberto de Alsacia (697-727), por su parte, fundó la abadía de Saint-Etienne de Estrasburgo en el mismo periodo que también se construyó la abadía de Munster.

## Disolución del ducado
Tras poner fin a la amenaza de invasión musulmana del Imperio Franco con la victoria de las fuerzas de Carlos Martel en la batalla de Poitiers en 732, la política administrativa bajo la autoridad de la dinastía Carolíngia se orientó hacia una mayor centralización del poder, iniciando un proceso de reeemplazamiento de los ducados, cuyos titulares tenían el privilegio de formar y dirigir ejércitos, por condados, con facultades de representación y administración real. En el caso de los alamanes, que habían protagonizado diversas campañas de contestación, que obligaron a los francos a emprender varias campañas de castigo, Carloman decidió la supresión de su ducado por la fuerza entre 742 y 746.
En contraste con esta situación en Alamania y también Aquitania, la disolución del ducado de Alsacia se produjo de manera pacífica a imagen de los ducados de la Provenza, al fallecer sin descendencia el duque Liutfrid en 742, quien pudo haber muerto luchando en defensa de la autoridad carolingia frente a los alamanes, quienes invadieron nuevamente Alsacia en 744.
Después de 742, Alsacia permaneció considerada como distrito hasta que con el advenimiento en la corte carolingia de la influyente figura Hugo de Tours, que era descendiente de los Etichon, Luis el Piadoso se refirió al ducatus alsicensi en 816. El Tratado de Verdún integró este ducatus sin Dux en las posesiones del reino de Lotario I, a pesar de las reclamaciones de Luis el Germánico, y tras su muerte en 855, en las del reino de Lotaringia. Lotario II, que durante su tumultuoso reino contó con el apoyo de los nobles alsacianos, decidió en 867 reinstaurar la figura del duque de Alsacia, que cedió a su hijo ilegítimo Hugo. Poco antes de su muerte accidental en 869, Lotario suscribió un pacto con Luis el Germánico por el que dispuso que sus posesiones fueran bajo la protección de este último, pero Luis cayó gravemente enfermo, momento que aprovechó Carlos el Calvo, rey de la Francia Occidentalis, para forzar la anexión el ducado, obligando al duque Hugo a prestarle juramento. Sin embargo, las pretensiones de Carlos se vieron frustradas con la recuperación de Luis, quien selló, con el Tratado de Mersen de 870, el destino del ducatus Elisatium dentro de la esfera de la Francia Orientalis y más tarde, del Sacro Imperio Romano Germánico que de esta surgiría y en cuya entidad del Ducado de Suabia quedaría integrada.

## Lista de los duques de Alsacia
| 630-640          | Gundoin, nombrado duque hacia 630.                                      |
| c. 662           | Bonifacio, duque hasta 662                                              |
| c. 662 - c. 683. | Adalrico o Eticho, padre de santa Odilia.                               |
| c. 683-723       | Adalberto, hijo de Adalrico, duque de Alsacia.                          |
| 723 - c.742      | Liutfrid, hijo de Adalberto, duque de Alsacia. Muerto sin descendencia. |
| 867 – 885        | Hugo, duque de Alsacia, hijo de Lotario II.                             |
| c. 999           | Udo, duque de Alsacia.                                                  |